# Тигард
Тигард (лат. Panthera tigard) — це гібрид великих кішок між самцем тигра і самкою леопарда.
У 1900, Карл Хагенбек спарив самку леопарда з Бенгальським тигром. Мертвонароджене дитинча мало суміш плям і смуг. 25 квітня, 1908 Генрі Шерен казав, що він злучив тигра з двома самками Індійського леопарда і обидва рази принесли потомство, але кошенят так ніхто і не побачив.

Самець Тигарда